# Halina Daniec
Halina Daniec, później Wojtaszek (ur. 29 stycznia 1949 w Świdnicy, zm. 30 kwietnia 2015 w Søgne) – polska gimnastyczka sportowa, nauczyciel wychowania fizycznego, olimpijka z Meksyku 1968.
Podczas kariery zawodniczej reprezentowała klub Wisła Kraków. Była dwukrotną mistrzynią Polski w ćwiczeniach na poręczach (1969,1970) oraz dwukrotną wicemistrzynią w ćwiczeniach na poręczach (1966) i w skoku przez konia (1967).

Była uczestniczką mistrzostw Europy w Tampere w 1967 roku, podczas których zajęła 18. miejsce w wieloboju indywidualnie oraz 11. miejsce w ćwiczeniach na poręczach.

Podczas igrzysk olimpijskich w Meksyku zajęła 67. miejsce w wieloboju indywidualnie oraz 10. miejsce w czwórboju drużynowym.

## Uczestnictwo
- Mistrzostwa Europy w Amsterdamie w 1967 roku,
- Igrzyska Olimpijskie w Meksyku w 1968 roku,
- Mistrzostwa Europy w Landskronie w 1969 roku,
- Mistrzostwa Świata w Lublanie w 1970 roku.